# Villogorgia mabalith
Villogorgia mabalith är en korallart som beskrevs av Manfred Grasshoff 2000. Villogorgia mabalith ingår i släktet Villogorgia och familjen Plexauridae.
Artens utbredningsområde är Röda havet. Inga underarter finns listade i Catalogue of Life.